# 上林街道
上林街道，原名沣东街道，是中华人民共和国陕西省咸陽市秦都区下辖的一个街道办事处。

## 行政区划
上林街道下辖以下村级行政区划单位：
北槐村、南槐村、小章村、沣赵村、茨根村、胡家村、七里铺村、火烧寨村、南关村、北营村、渔王村、石家村、八家村和黄家寨村。